# Jesus (fumetto)
Jesus è una serie a fumetti ideata da Ennio Missaglia e disegnata da Vladimiro Missaglia, Marcello Caprioglio, Rancho & Santilli, pubblicata in Italia dalla GEIS di Renzo Barbieri dal 1976 al 1978.

## Storia editoriale
La serie è costituita da 25 albi. Le copertine sono disegnate da Vladimiro Missaglia. Due brevi storie fuori serie, "Violenza nel deserto" e "Morte in agguato", sono state pubblicate nel 1977 nei n. 5 e 6 della rivista Odeon. La serie venne pubblicata anche in Francia col nome di "Kekko Bravo", e in Turchia col nome di "Jeriko".
A partire dal maggio 2020 e fino a maggio 2022 la serie è stata ristampata dalle IF Edizioni in 13 Albi all'interno della "Collana Reprint", proponendo due numeri in ogni albo.

## Trama
Serie western scritta da Ennio Missaglia per i disegni di Vladimiro Missaglia e Marcello Caprioglio, narra le vicende di Jesus, ragazzo bianco nato negli anni delle più sanguinose guerre con i pellerossa, rimasto orfano e allevato come un figlio da un vecchio stregone Arapaho. Il ragazzo acquisisce presto le qualità tipiche degli indiani: sete di libertà, lealtà, coraggio, freddezza e astuzia nel combattimento. All’età di 17 anni lascia la tribù per diventare un cowboy solitario, sempre pronto a lottare fino all’ultimo respiro per la giustizia e la libertà, senza rinunciare alle sue radici pellerossa..

## Elenco degli albi
1. Occhio per occhio (marzo 1976)
2. La resa dei conti (aprile 1976)
3. Il mormone rapito (maggio 1976)
4. Lo spietato (giugno 1976)
5. La valle del massacro (luglio 1976)
6. Il Guercio (agosto 1976)
7. L'artiglio del falco (settembre 1976)
8. Sioux (ottobre 1976)
9. Il marchio di Caino (novembre 1976)
10. Bounty killer (dicembre 1976)
11. Caccia all'uomo (gennaio 1977)
12. Vendetta Comanche (febbraio 1977)
13. Canto di morte (marzo 1977)
14. La legge di Jesus (aprile 1977)
15. Sentiero di sangue (maggio 1977)
16. I lupi del Nord (giugno 1977)
17. Tonkawa (luglio 1977)
18. Anaconda Range (agosto 1977)
19. Il Passo del Coyote (settembre 1977)
20. Senza quartiere (ottobre 1977)
21. La diligenza fantasma (novembre 1977)
22. La valle della morte (dicembre 1977)
23. Scure di guerra (gennaio 1978)
24. Sfida mortale (febbraio 1978)
25. El Serpiente (marzo 1978)

Extra: 
- Violenza nel deserto (in rivista "Odeon", 1977)
- Morte in agguato (in rivista "Odeon", 1977)

## Edizioni italiane
- 1976-1978 Geis Gruppo Editoriale[1]
- 1990-1991 ristampa dei primi sette numeri a cura di Renzo Barbieri Editore, con il nome di "Colt"[4].
- 2020 - ristampa IF Edizioni[1]